# Progress M-17M
La missione Progress M-17M del programma russo Progress, registrata dalla NASA come missione 49P, è una missione di rifornimento della stazione spaziale internazionale completamente automatizzata, senza equipaggio a bordo.

## Lancio
La navicella è partita dal cosmodromo di Baikonur in Kazakhistan il 31 ottobre 2012 senza nessun ritardo, ed è arrivata a destinazione solo 6 ore dopo la partenza, invece delle 50 usuali, con una manovra sperimentata con successo nella missione precedente Progress M-16M.

## Attracco
L'attracco è avvenuto senza problemi nel modulo Zvezda alle 13:33 UTC del 31 ottobre. A bordo, i membri dell'equipaggio Jurij Malenčenko e Oleg Novickij hanno assistito l'operazione, in caso di problemi col sistema automatico di attracco.

## Carico
La navicella cargo ha trasportato 2397 kg di carico utile, di cui 1150 kg di rifornimenti per la stazione e 1247 kg di attrezzature e beni di prima necessità per l'equipaggio.

## Rientro
Durante la fase di rientro, ha effettuato per 6 giorni misurazioni radar della ionosfera terrestre simili a quelle delle missioni Progress M-15M e precedenti, per poi rientrare nell'atmosfera sopra l'oceano pacifico e bruciare a causa delle alte temperature raggiunte